# 大町市立第一中学校
大町市立第一中学校（おおまちしりつだいいちちゅうがっこう）は、長野県大町市にあった公立中学校である。

## 概要
1959年4月1日に、大町市立平中学校を廃止し、大町市立大町中学校の一部と統合する形で開校した。従前の大町中学校は第二中学校として発足し、大町市立仁科台中学校となった。新校舎竣工までは旧平中学校と第二中学校の校舎を使用。1961年4月1日新校舎に統合。2023年4月には 大町市立大町中学校〈2代目〉として、仁科台中学校と統合し、廃校となった。

## 教育目標
自立した学び手となる
- めざす学校像：生徒をとりまく問題を授業で解決する学校
- めざす教師像：生徒のことばや心の叫びに耳を傾け、対話を重ねる教師

## 通学区域
- 大町市のうち平の全区域及び大町の一部[2]

## 備考
校舎の東側に位置する「一中東交差点」は国道147号と国道148号の合流点である。